# ジェフ・カニュー
ジェフ・カニュー（Jeff Kanew、1944年12月16日 - ）は、アメリカ合衆国の映画監督。

## 作品
- 私がウォシャウスキー
- ガールスカウト・ビバリーヒルズ版
- タフガイ
- ガッチャ!
- ナーズの復讐?集結!恐怖のオチコボレ軍団
- 愛に向って走れ
- 女狩り